# Quinto Valerio Faltone
Quinto Valerio Faltone (in latino Quintus Valerius Falto) (fl. III secolo a.C.) è stato un politico e generale romano.

## Biografia
Col grado di pretore, assunse il comando della flotta romana alla battaglia delle isole Egadi, nel 241 a.C. (prima guerra punica), in sostituzione del console Gaio Lutazio Catulo che soffriva dei postumi di una ferita. Il suo valente comportamento nel corso della battaglia gli valse una larga notorietà presso i Romani e i nemici stessi. La battaglia da lui condotta si risolse in una grande vittoria per i Romani e praticamente pose fine alla prima guerra punica. A Faltone fu accordato il trionfo di rango pretorio.
Fu eletto console nel 239 a.C. con Gaio Mamilio Turrino.